# Yutaka Niida
Yutaka Niida (新井田 豊, Niida Yutaka) est un boxeur japonais né le 2 octobre 1978 à Yokohama.

## Carrière
Champion du Japon des poids pailles le 8 janvier 2001, il devient champion du monde WBA de la catégorie le 25 août 2001 après sa victoire aux points contre le thaïlandais Chana Porpaoin. Niida annonce sa retraite et laisse son titre vacant le 19 octobre suivant. Il sera de nouveau sur un ring le 12 juillet 2003 pour tenter de reconquérir sa ceinture face à Noel Arambulet. Battu aux points, il remporte le combat revanche le 3 juillet 2004 et le conservera à 7 reprises jusqu'au 15 septembre 2008 au profit de Román González. Il met un terme définitif à sa carrière après cette défaite sur un bilan de 23 victoires, 2 défaites et 3 matchs nuls.